# 袋井ガス
袋井ガス株式会社（ふくろいガス）は、静岡県袋井市の一部を供給区域とする静岡ガス系の都市ガス事業者。
本社所在地は静岡県袋井市高尾1940-1。供給ガスは天然ガス（13A:熱量46MJ）。2002年末現在の供給戸数は2,020戸。
ガスは静岡ガスグループの清水エル・エヌ・ジーから中遠ガス経由で供給を受けている。

## 沿革
- 1973年1月 ‐ 会社設立
- 2003年3月 ‐ 供給ガスを熱量29.3MJから、13A:熱量46MJへ変更する天然ガス・高カロリー化転換を完了